# Sviatopolk I de Kiev

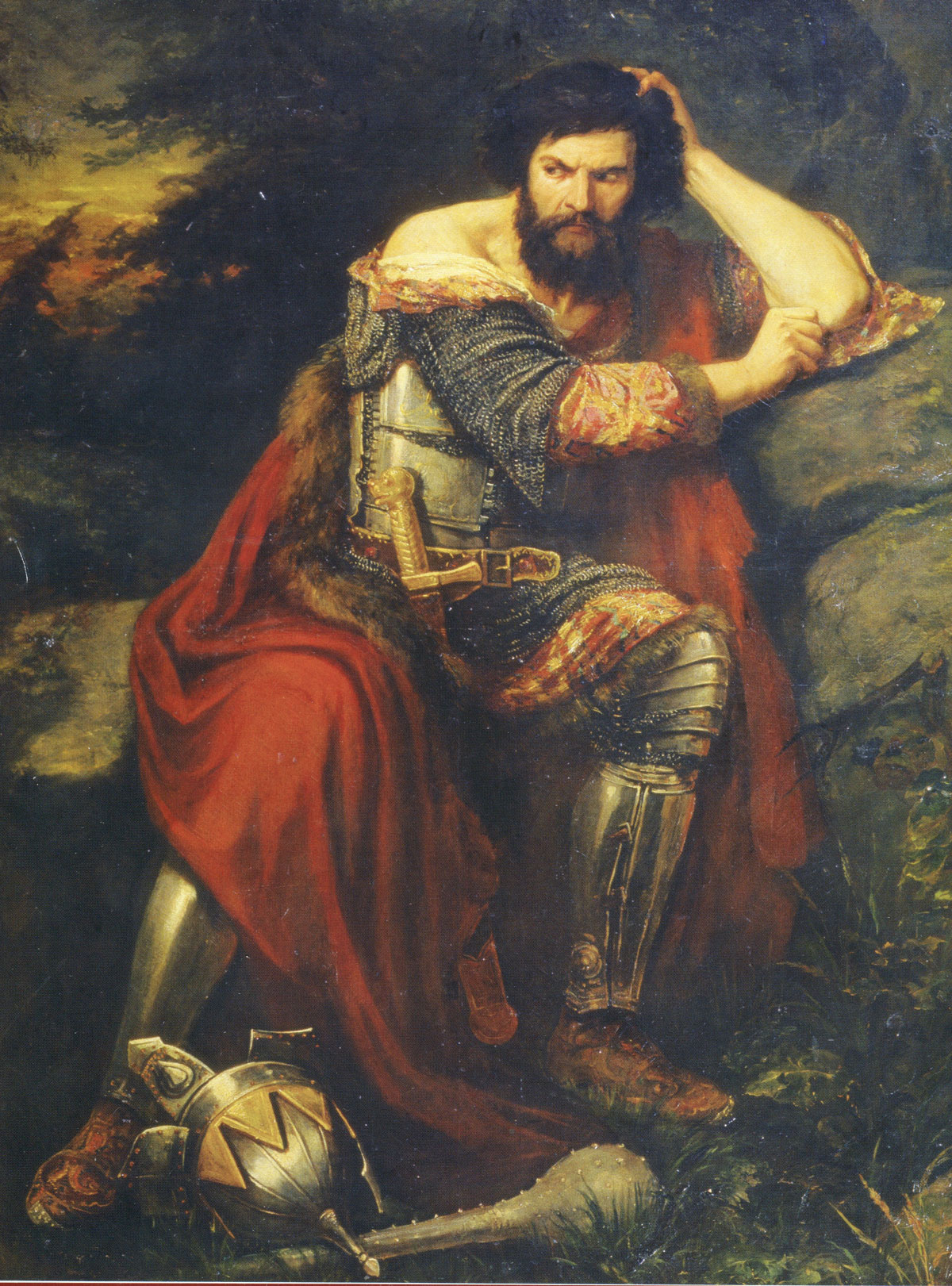
Sviatopolk I Vladímirovich.

Sviatopolk I Vladímirovich (Sviatopolk el Maldito) (en ucraniano Святополк Окаяний, en ruso, Святополк Окаянный) (h. 980–1019) fue el knyaz (príncipe) de Turau (988-1015) y Veliki Knyaz (el Gran príncipe) de Kiev (1015-1019) cuya paternidad y culpa en el asesinato de sus hermanos son objeto de debate.
La madre de Sviatopolk fue una monja griega capturada por Sviatoslav I en Bulgaria y casada con su heredero legítimo Yaropolk I. Cuando Yaropolk fue asesinado por agentes de su hermano Vladimiro, el nuevo soberano raptó a su esposa y ella pronto dio a luz a un niño. Por tanto, Sviatopolk fue probablemente el hijo mayor de Vladimiro, aunque el tema de su parentesco ha sido cuestionado.
A los ocho años de edad, Vladimiro lo dejó a cargo de Túrov y más adelante arregló su matrimonio con una hija del rey polaco Boleslao I. La joven princesa fue a Turau junto con Reinbern, el obispo de Kolberg. Insatisfecho con su padre e instigado por su propia esposa y Reinbern, Sviatopolk empezó los preparativos para la guerra contra Vladimiro, probablemente contando con el apoyo de su suegro. Vladimiro pronto averiguó las intenciones de Sviatopolk y lo arrojó, a él, su esposa y Reinbern a una prisión. Reinbern murió en la cárcel.
Según la Crónica de Néstor ordenó matar a sus hermanos Sviatoslav, Borís y Gleb. Por eso fue llamado Maldito. Pero existen otras teorías sobre el destino de los hermanos. Borís y Gleb fueron canonizados en la Iglesia ortodoxa rusa. 